# Società Ginnastica Andrea Doria - Sezione Calcio 1907-1908
Questa voce raccoglie le informazioni riguardanti la Società Ginnastica Andrea Doria nelle competizioni ufficiali della stagione 1907-1908.

## Stagione
I biancoblù ottennero il terzo posto del girone finale del torneo.
Dopo aver giocato sui campi delle altre squadre per indisponibilità di un campo proprio, utilizzando per gli allenamenti una palestra, i doriani si accasano nel vicino comune di Cornigliano disputando lì le proprie gare interne fino al novembre 1909.

## Divise
La maglia era biancoblù, con divisione verticale a metà.
| Manica sinistra · Maglietta · Maglietta · Manica destra · Pantaloncini · Calzettoni |

## Organigramma societario
Area direttiva
- Presidente: Zaccaria Oberti

Area tecnica
- Capitano/allenatore: Francesco Calì

## Rosa
| N. |                   | Ruolo | Calciatore       |
| -- | ----------------- | ----- | ---------------- |
|    | Italia (bandiera) | P     | Gardella         |
|    | Italia (bandiera) | P     | Enrico Lanata    |
|    | Italia (bandiera) | P     | Luigi Marchetti  |
|    | Italia (bandiera) | D     | Rinaldo Amey     |
|    | Italia (bandiera) | D     | Giuseppe Boni    |
|    | Italia (bandiera) | D     | Francesco Calì   |
|    | Italia (bandiera) | D     | Carlo Galletti   |
|    | Italia (bandiera) | D     | Pio Leporati     |
|    | Italia (bandiera) | D     | Riccardo Pippo   |
|    | Italia (bandiera) | C     | Cesare De Marchi |

| N. |                   | Ruolo | Calciatore            |
| -- | ----------------- | ----- | --------------------- |
|    | Italia (bandiera) | C     | Augusto Galletti      |
|    | Italia (bandiera) | C     | Giuseppe Giordano     |
|    | Italia (bandiera) | C     | Alessio Peri          |
|    | Italia (bandiera) | C     | Emil Steinegger       |
|    | Italia (bandiera) | A     | Vittorio Ansaldo      |
|    | Italia (bandiera) | A     | Ottavio Baglietto     |
|    | Italia (bandiera) | A     | G. Favaro             |
|    | Italia (bandiera) | A     | Carlo Maranghi        |
|    | Italia (bandiera) | A     | Aristodemo Santamaria |
|    | Italia (bandiera) | A     | Enrico Sardi          |

## Calciomercato
| Acquisti | Acquisti     | Acquisti       | Acquisti   |
| R.       | Nome         | da             | Modalità   |
| -------- | ------------ | -------------- | ---------- |
| D        | Pio Leporati | Genoa          | definitivo |
| A        | Enrico Sardi | General Kuroki | definitivo |

| Cessioni | Cessioni             | Cessioni | Cessioni      |
| R.       | Nome                 | a        | Modalità      |
| -------- | -------------------- | -------- | ------------- |
| P        | Enrico Rossi         |          | fine carriera |
| C        | Guido Bolognini      |          | fine carriera |
| C        | Salvatore Calì       |          | fine carriera |
| C        | Ferruccio Taino      |          | fine carriera |
| A        | Giuseppe Bongiovanni |          | fine carriera |

## Risultati

### Campionato Federale di Prima Categoria
| Cornigliano 19 gennaio 1908, ore 15:00 CET Andata | Andrea Doria | 0 – 3 referto | Juventus | Campo di Cornigliano |
| \| \| \| \| \| \| Marcatori \| ? \|               |              |               |          |                      |
|                                                   |              |               |          |                      |
|                                                   | Marcatori    | ?             |          |                      |

| Arbitro: | Meazza (Milano) |

|  |           |              |
|  | Marcatori | 50’ Sardi II |

| Arbitro: | Magni (Milano) |

|                        |           |   |
| Borel I rig.’ Goccione | Marcatori | ? |

### Campionato Italiano di Prima Categoria

#### Girone finale
| Arbitro: | Goodley (Torino) |

|                   |           |          |
| Cagliani 5’ Pizzi | Marcatori | Sardi II |

| Arbitro: | Spensley (Genova) |

|          |           |                       |
| Sardi II | Marcatori | 15’ Rampini I 40’ Ara |

| Arbitro: | Spensley (Genova) |

|                  |           |                     |
| Santamaria I 85’ | Marcatori | Besana 55’ Cagliani |

| Arbitro: | Goodley (Torino) |

|               |           |             |
| Milano II 30’ | Marcatori | 15’ Ansaldo |

## Statistiche

### Statistiche di squadra
| Competizione        | Punti | In casa | In casa | In casa | In casa | In casa | In casa | In trasferta | In trasferta | In trasferta | In trasferta | In trasferta | In trasferta | Totale | Totale | Totale | Totale | Totale | Totale | DR  |
| Competizione        | Punti | G       | V       | N       | P       | Gf      | Gs      | G            | V            | N            | P            | Gf           | Gs           | G      | V      | N      | P      | Gf     | Gs     | DR  |
| ------------------- | ----- | ------- | ------- | ------- | ------- | ------- | ------- | ------------ | ------------ | ------------ | ------------ | ------------ | ------------ | ------ | ------ | ------ | ------ | ------ | ------ | --- |
| Campionato Italiano | 1     | 2       | 0       | 0       | 2       | 2       | 4       | 2            | 0            | 1            | 1            | 2            | 6            | 4      | 0      | 1      | 3      | 4      | 10     | -6  |
| Campionato Federale | -     | 1       | 0       | 0       | 1       | 0       | 3       | 2            | 1            | 0            | 1            | 2            | 5            | 3      | 1      | 0      | 2      | 2      | 8      | -6  |
| Totale              | -     | 3       | 0       | 0       | 3       | 2       | 7       | 4            | 1            | 1            | 2            | 4            | 11           | 7      | 1      | 1      | 5      | 6      | 18     | -12 |

### Statistiche dei giocatori
| Giocatore       | Campionato Italiano | Campionato Italiano | Campionato Federale | Campionato Federale | Totale   | Totale |
| Giocatore       | Presenze            | Reti                | Presenze            | Reti                | Presenze | Reti   |
| --------------- | ------------------- | ------------------- | ------------------- | ------------------- | -------- | ------ |
| R. Amey         | 1                   | 0                   | 3                   | 0                   | 4        | 0      |
| V. Ansaldo      | 4                   | 1                   | 3                   | 0                   | 7        | 1      |
| O. Baglietto    | 2                   | 0                   | 3                   | 0                   | 5        | 0      |
| G. Boni         | 2                   | 0                   | 1                   | 0                   | 3        | 0      |
| F. Calì I       | 3                   | 0                   | 3                   | 0                   | 6        | 0      |
| C. De Marchi    | 2                   | 0                   | 0                   | 0                   | 2        | 0      |
| G. Favaro       | 1                   | 0                   | 0                   | 0                   | 1        | 0      |
| A. Galletti I   | 2                   | 0                   | 2                   | 0                   | 4        | 0      |
| C. Galletti II  | 2                   | 0                   | 0                   | 0                   | 2        | 0      |
| Gardella        | 1                   | -5                  | 3                   | -8                  | 4        | -13    |
| G. Giordano     | 3                   | 0                   | 2                   | 0                   | 5        | 0      |
| E. Lanata       | 1                   | -2                  | 0                   | 0                   | 1        | -2     |
| P. Leporati     | 3                   | 0                   | 1                   | 0                   | 4        | 0      |
| C. Maranghi     | 1                   | 0                   | 2                   | 0                   | 3        | 0      |
| L. Marchetti    | 1                   | -2                  | 0                   | 0                   | 1        | -2     |
| A. Peri         | 3                   | 0                   | 2                   | 0                   | 5        | 0      |
| R. Pippo        | 0                   | 0                   | 1                   | 0                   | 1        | 0      |
| A. Santamaria I | 1                   | 1                   | 0                   | 0                   | 1        | 1      |
| E. Sardi II     | 2                   | 2                   | 2                   | 1                   | 4        | 3      |
| E. Steinegger   | 0                   | 0                   | 3                   | 0                   | 3        | 0      |